# Sine ira et studio
Sine ira et studio (lett. «senza animosità e parzialità» o «senza ira né pregiudizi») è un'espressione latina con la quale lo storico latino Tacito, negli Annales (1, 1, 3), dichiara la sua intenzione di esporre i fatti storici narrati con assoluta imparzialità e obiettività.
Al fine di rispettare tale intenzione programmatica, anticipata in altra forma dallo storico greco Tucidide, Tacito riporta molte interpretazioni dello stesso avvenimento (talora anche solo delle voci non verificate), senza prendere aperta posizione a favore di una di esse. Tacito è oggettivo, non altera mai i fatti narrati, ma un simile modo di procedere nell'indagine storica lo porta inevitabilmente, secondo certi storici, a privilegiare alcuni aspetti a scapito di altri, spesso indirizzando il lettore ad una ben precisa interpretazione e venendo meno ai suoi stessi propositi.
Questa espressione ha avuto una grande fortuna ed è utilizzata ogniqualvolta ci si riprometta di giudicare in modo equo e imparziale qualcuno. Per questo motivo è diventata un motto che esorta i giudici a esercitare una "giustizia giusta".